# Дурново Микола Миколайович
Мико́ла Микола́йович Дурново́ (нар. 23 жовтня (4 листопада) 1876, с. Парфенки, тепер Рузького району Московської області — 27 жовтня 1937, Соловки) — російський філолог-славіст, педагог, доктор філології з 1917, член-кореспондент АН СРСР з 1924, д. чл. АН Білорусі з 1928.

## Біографія
Закінчив 1899 історико-філологічний факультет Московського університету.
З 1904 працював приват-доцентом Московського університету, пізніше — приват-доцентом, професором Харківського, а також (у різні роки) Петроградського, Московського, Білоруського (Мінськ) і Саратовського університетів.
У 1924–1927 — професор університету в Брно (Чехія).
Незаконно репресований 1933, розстріляний 1937.
Реабілітований 1967.

## Наукова діяльність
В наукових дослідженнях Дурново постійно звертався до проблем україністики.
Визнавав самостійність української мови, але її усно-розмовний різновид називав «руською мовою», цим же терміном він визначав також сукупність усіх живих східнослов'янських мов.
Праці Дурново присвячені переважно «руській мові» як сукупності «руських мов», у складі якої розглядається і «малоруська мова».
Діалектний склад української мови, фонетичні і морфологічні особливості української мови в цілому та її наріч і говірок Дурново розглядає в працях:
- «Наріччя руської мови» (1911),
- «Хрестоматія з малоруської діалектології для вузів» (1913),
- «Короткий нарис руської діалектології» (1914),
- «Діалектологічна карта руської мови в Європі» (1914, у співавт.),
- «Спроба діалектологічної карти в Європі з додатком „Нарису руської діалектології“» (1915, у співавт.),
- «Нарис історії руської мови» (1924),
- «Вступ до історії руської мови» (1927, 2-е вид. 1969).

В останній праці автор подає також огляд писемних пам'яток «руської мови» (серед яких є і власне пам'ятки укр. мови) та короткий нарис історії української літературної мови.
Висловлювання Дурново з питань діалектології, фонетичних і морфологічних особливостей загальнонародної української мови у її сучасному стані та історичному минулому містяться також у рецензіях на праці українських і російських мовознавців В. Ганцова, С. Кульбакіна, О. Синявського, О. Курило, О. Колесси, П.. Бузука, А. Кримського, О. Шахматова та інші.
У кількох працях Дурново торкався питань історії української мови:
- «Записки з історії руської мови» (1911);
- «Записки з історії руської мови. І. Фонетика і діалектологія» (1912);
- «Записки з історії звуків руської мови» (1913, 1914);
- «Нарис історії руської мови, в. 2. Історична морфологія. І. Історія форм відмін і дієвідмін» (1913);
- «Нарис історії руської мови» (1924);
- «Кілька зауважень до питання утворення руських мов» (1929) та ін.

У працях Дурново знайшла відгук Теорія Погодіна — Соболевського